# Iðunn

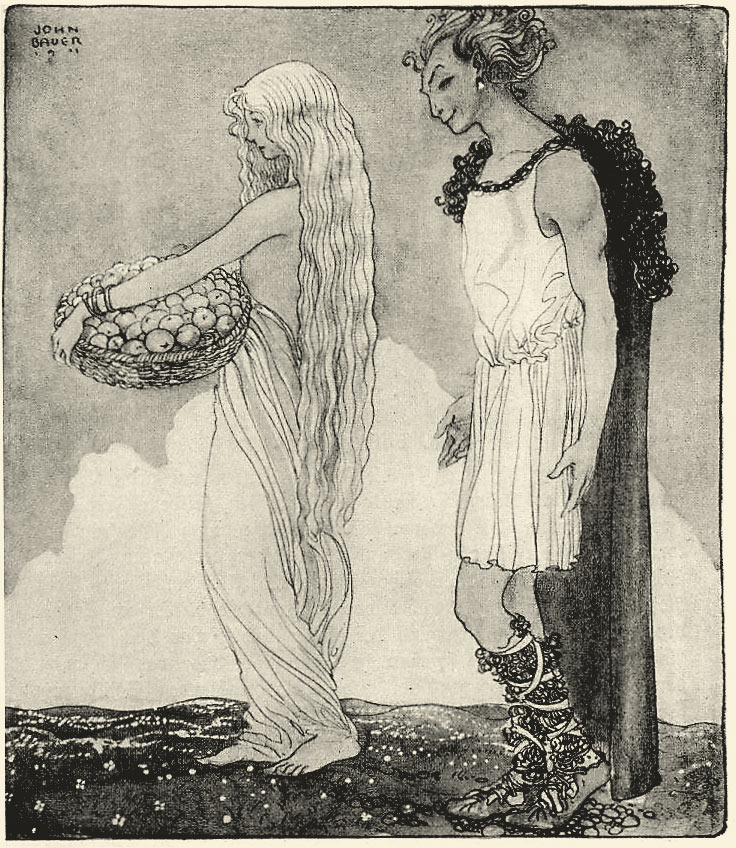
Iðunn en Loki, door John Bauer

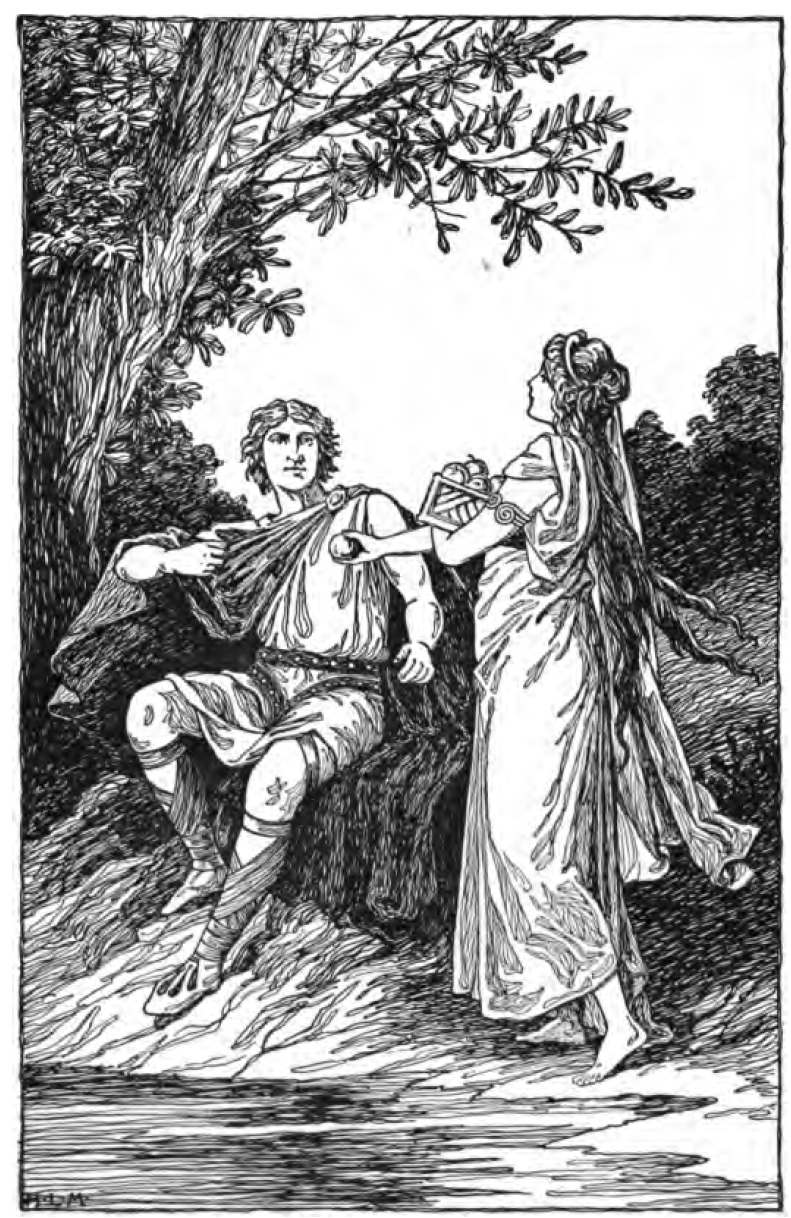
Iðunn geeft Loki de appel

Iðunn is in de Noordse mythologie de bewaarster van de appels der jeugd, die de goden de eeuwige jeugd gaven.
De naam Iðunn is Oudnoords en betekent "de verjongende". De uitspraak is ongeveer [ˈiðunː]. Gemoderniseerde vormen van de naam zijn Iduna en Idun.
Iðunn is volgens de Gylfaginning de vrouw van Bragi.
Iðunn werd ooit door de reus Þjazi (Thjazi) ontvoerd. Loki hielp hem de klus te klaren. Loki was namelijk vermomd als valk en werd zo gevangen door de reus. De reus wist dat het geen gewone valk was, zette hem gevangen en liet hem uithongeren. Hij dwong hem zijn naam te zeggen en hem te helpen bij het ontvoeren van Iduna. Loki stemde uiteindelijk toe.
De goden merkten niet meteen dat Iðunn weg was, tot ze merkten dat ze ouder werden. Uiteindelijk kwamen ze te weten hoe de vork in de steel zat, aangezien Loki aanzienlijk minder was verouderd. Loki had namelijk een appel van Iðunn meegepikt, zodat hij nog wat langer jonger bleef. Loki biechtte alles op en hielp vervolgens de goden om Iðunn en haar appels terug te krijgen door de reus te misleiden en Iðunn in een noot (of zwaluw) te veranderen om vervolgens weer in Asgard te verschijnen.
Iðunn wordt vóór de kerstening alleen in Þjóðólfr van Hvinirs (Thjódolf) skaldengedicht Haustlöng (rond 900) genoemd. Snorri Sturluson gebruikt dit gedicht in de Gylfaginning. Daarnaast komt Iðunn in de Lokasenna voor. Verder zijn er geen bewaard gebleven teksten die iets over Iðunn zeggen. Als zij een godin was, dan geen erg bekende, maar zoals hierboven geschetst verhaal aangeeft, wel een belangrijke voor de Asen.

## Overeenkomst met Griekse mythologie
Mogelijk is er een verband tussen het verhaal van Iðunn en Þjazi en ook met de gouden appels van de Hesperiden.

## Afbeeldingen

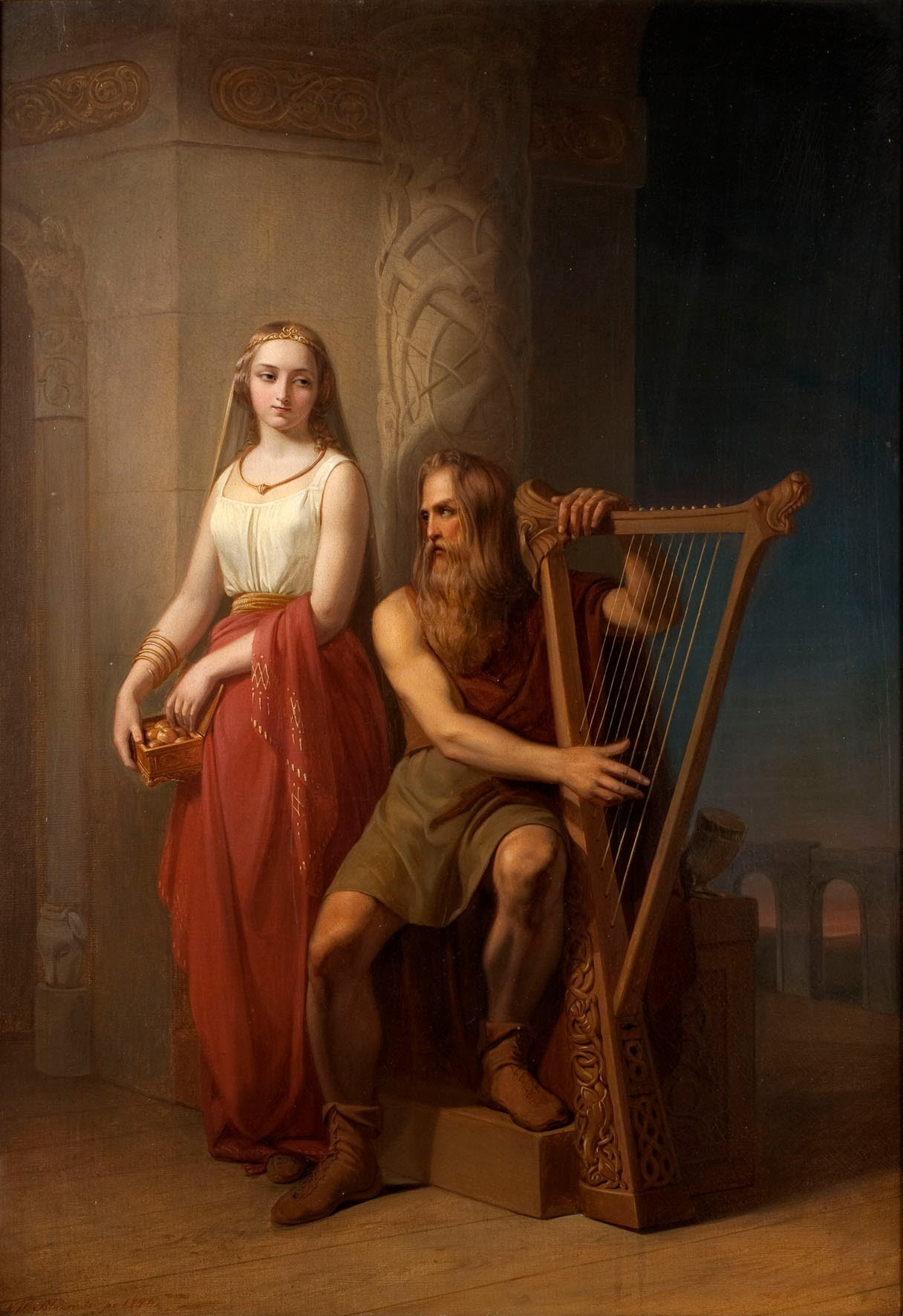
Idun en Bragi, Nils Blommér
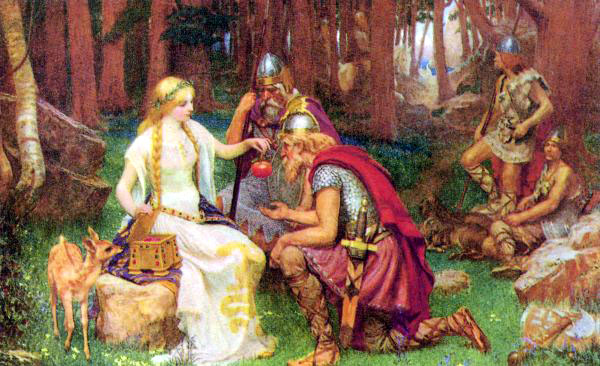
Idun en de appels, James Doyle Penrose
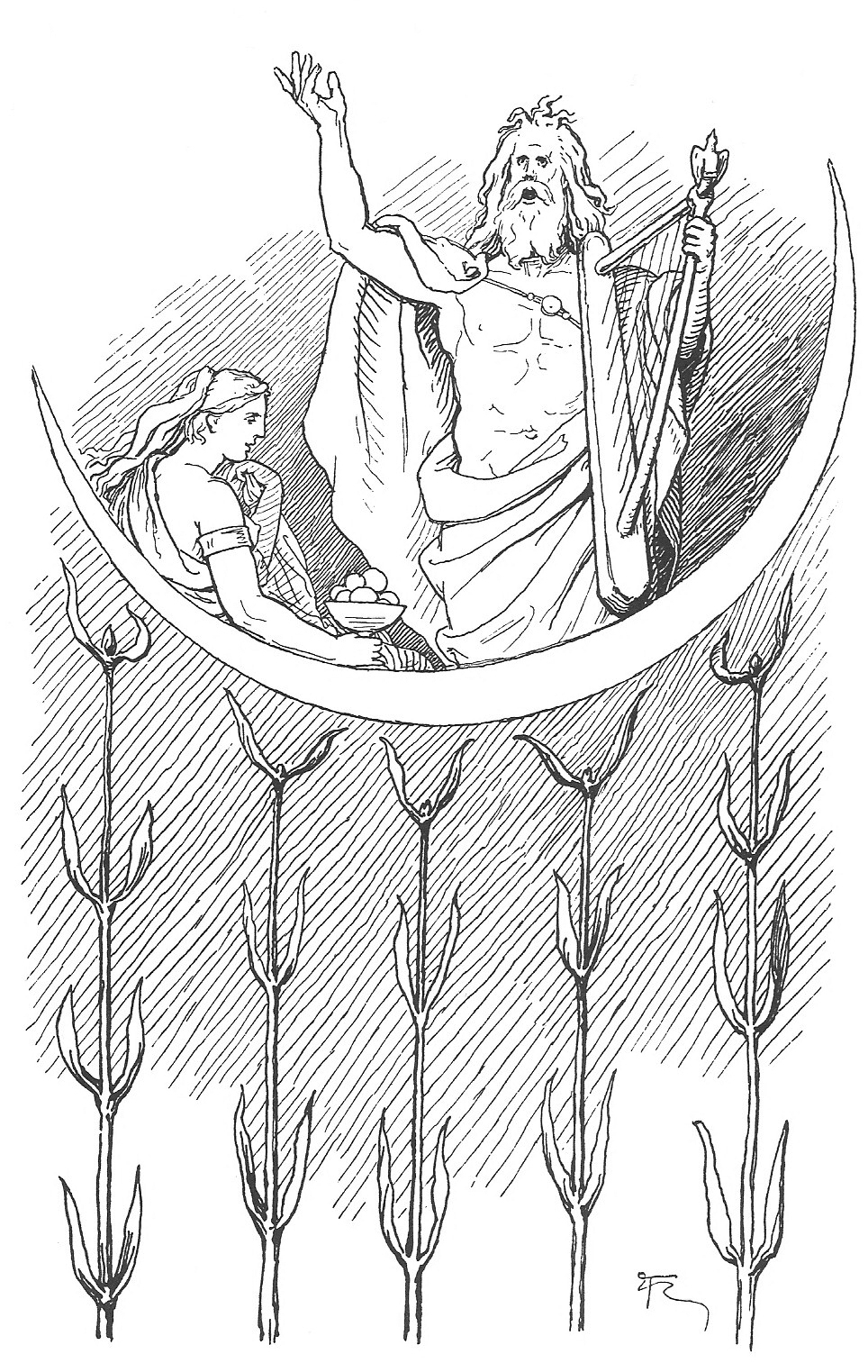
Bragi en Iðunn
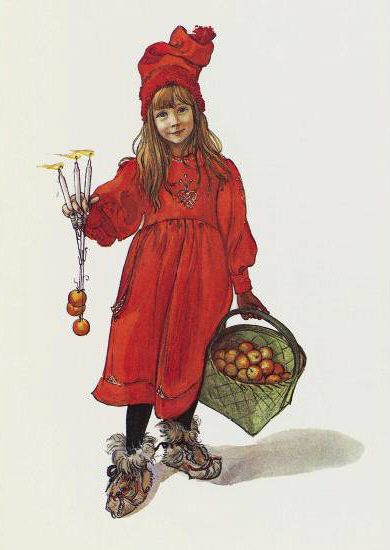
Brita als Iduna, Carl Larsson